# دير كريك (مقاطعة أوتاغامي)
دير كريك، مقاطعة أوتاغامي (بالإنجليزية: Deer Creek, Outagamie County, Wisconsin)‏ هي بلدة تقع بولاية ويسكونسن في الولايات المتحدة. تبلغ مساحتها 92 (كم²)، وترتفع عن سطح البحر 236 م، بلغ عدد سكانها 682 نسمة في عام 2000 حسب إحصاء مكتب تعداد الولايات المتحدة وتصل الكثافة السكانية فيها 7.4 نسمة/كم2.

## وصلات خارجية
- The US50 - Cities and Towns in Wisconsin State
- Wisconsin Cities and Towns, Facts, Map, Flag, Colleges, Government, and More